# Julien Bessonneau (industriel)
Pour les articles homonymes, voir Julien Bessonneau et Bessonneau.
Julien Bessonneau ou Julien Pierre Ange Bessonneau, (1842-1916) est un industriel angevin, fondateur de la Société anonyme des filatures, corderies et tissages d'Angers, appelée « Établissements Bessonneau ». Il fut également maire de Saint-Clément-de-la-Place.

## Biographie
Julien Bessonneau est né à Saint-Clément-de-la-Place le 21 mars 1842. Il est issu de la riche bourgeoisie angevine. Son père Julien-Pierre-Maurille Bessonneau, est propriétaire de plusieurs métairies en Anjou. Sa mère Jeanne-Françoise Besnard est la sœur de l'industriel François Besnard (commissaire en chanvre et neveu du banquier Richou) et de Jeanne-Martine Richou, famille de banquiers angevins et propriétaires de moulins, fermes, châteaux, hôtels particuliers, et banque.
En 1869, Julien Bessonneau épouse la fille de  son oncle maternel François Besnard. Il est associé à l'entreprise de cordes et de ficelles, la corderie du Mail, créée en 1840 par François Besnard associé au banquier Pierre Richou et Jacques Genest. De cette entreprise naîtront les Établissements Bessonneau. 
Pendant plus d'un siècle, l'entreprise Bessonneau va rayonner sur le tissage et le cordage à partir de la culture du chanvre dans la campagne angevine.
En 1876, il devient maire de sa commune natale de Saint-Clément-de-la-Place jusqu'à sa mort en 1916.
En 1901, Julien Bessonneau regroupe toutes les manufactures de chanvre d'Angers en une société unique de filature, corderie et tissage créée le 17 décembre 1901. Cette nouvelle société regroupe sa propre corderie du Mail associée à l'ancienne usine Joubert-Bonnaire de l'Ecce-Homo, près de la gare d'Angers-Saint-Laud (ouverte en 1853), la filature du Clon quartier Lafayette à Angers (ouverte en 1863) et celle de la Madeleine fondée par Laîné-Laroche en 1840. 
En 1906, création d'une tréfilerie métallique, machine permettant de faire passer du fer ou du laiton par la filière pour le réduire en fil. 

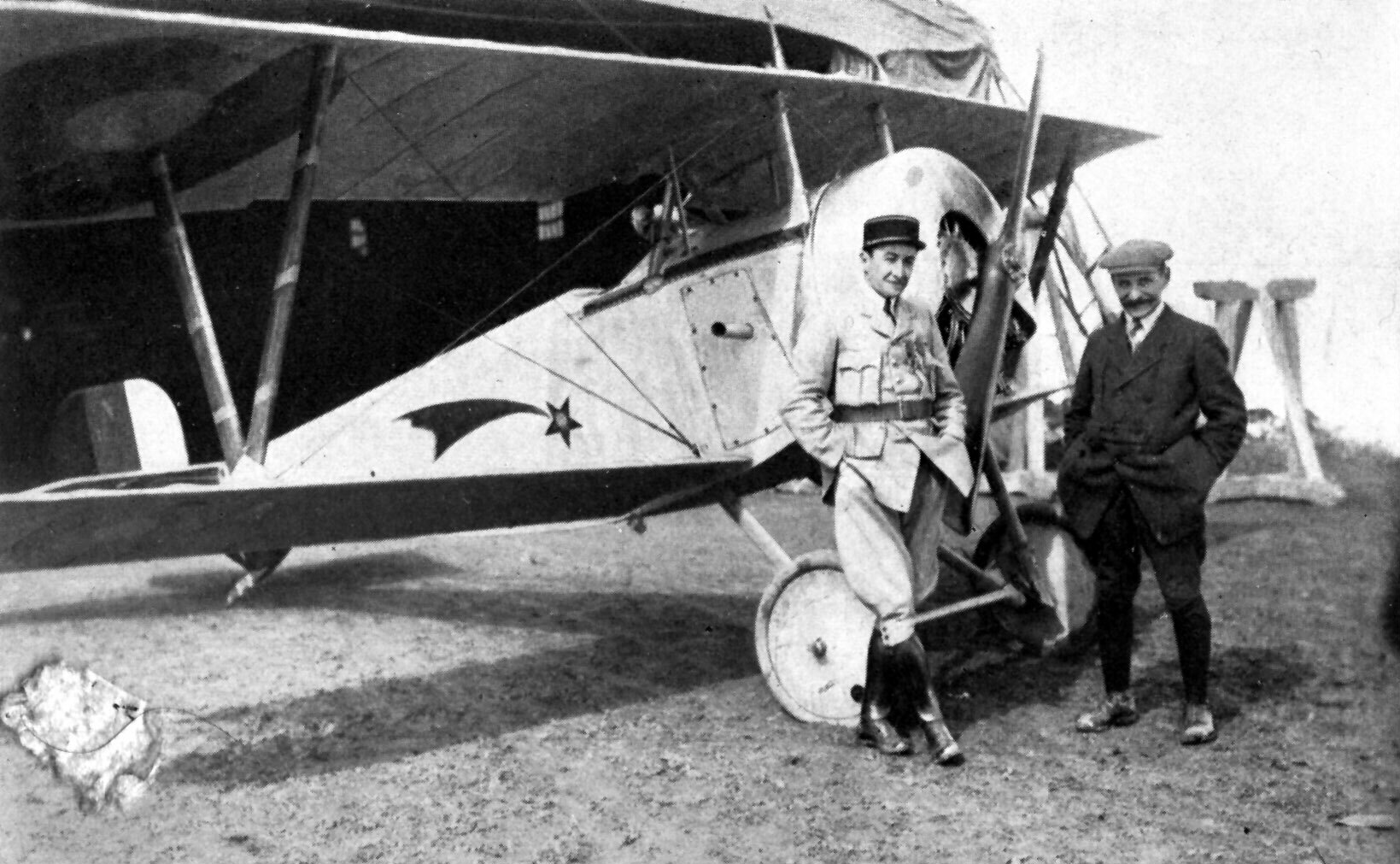
Une tente Bessonneau en arrière-plan

En ce début du XXe siècle se développe l'aéronautique. En 1908, René Gasnier contacte Julien Bessonneau, dont l'industrie des filatures et cordages est très impliquée dans les progrès de l'aéronautique, pour mettre sur pied un circuit aéronautique en Maine-et-Loire. Julien Bessonneau est rejoint par l'aviateur Maurice de Farcy et l'industriel angevin Cointreau dans l'aide logistique et financière au projet de René Gasnier.
En 1910 a lieu la première course Angers-Saumur. Les établissements Bessonneau installent des tentes de grande taille pour protéger les aéroplanes.
En 1912, est organisé le circuit de l'Anjou, circuit de 150 km dans le triangle Angers-Saumur-Cholet, bouclé plusieurs fois. L'écrivaine Colette y assiste. L'aviateur Roland Garros s'y illustre et remporte le premier prix. Le magazine L'Illustration relate l'évènement et met en valeur l'organisation parfaite de ce meeting aérien grâce à Julien Bessonneau.
Julien Bessonneau crée une caisse de secours pour les ouvriers, des crèches (car le personnel est essentiellement féminin avec de faibles salaires), une harmonie musicale et des équipements sportifs. 
En décembre 1912 le Club sportif Bessonneau voit le jour, doté d’une salle de gymnastique rue Montaigne à Angers et d’un stade rue St-Léonard. Ce stade, appelé stade Julien-Bessonneau ou stade JB, deviendra en 1926 le stade Jean-Bouin en gardant les mêmes initiales (stade JB), et le Club sportif Bessonneau deviendra le SCO d'Angers.
En 1916, le 4 août, Julien Bessonneau se tue accidentellement. Il meurt en son domicile, 15 boulevard de Saumur à Angers. Il est enterré au cimetière de l'Est à Angers.
Son empire industriel passe en succession à son fils Julien Bessonneau, homonyme du père, surnommé Julien Bessonneau fils qui sera plus tard également député du Maine-et-Loire